# Dialeto gengele
Gengele ou Kegengele é uma língua crioula baseada nas línguas Lega-Shabunda e Kusu e outras línguas. É falada em Kindu, República Democrática do Congo. Ethnologue a lista como um dialeto da língua Songoora.